# Trithetrum congoense
Trithetrum congoense – gatunek ważki z rodziny ważkowatych (Libellulidae).